# Hadnoor, Chitapur
Hadnoor là một làng thuộc tehsil Chitapur, huyện Gulbarga, bang Karnataka, Ấn Độ.